# Soussans
Soussans är en kommun i departementet Gironde i regionen Nouvelle-Aquitaine i sydvästra Frankrike. Kommunen ligger i kantonen Castelnau-de-Médoc som tillhör arrondissementet Lesparre-Médoc. År 2022 hade Soussans 1 710 invånare.

## Befolkningsutveckling
Antalet invånare i kommunen Soussans
Referens:INSEE